# Rialto, Kalifornien
Rialto är en stad i San Bernardino County, i delstaten Kalifornien, USA. Enligt United States Census Bureau har staden en folkmängd på 100 662 invånare (2011) och en landarea på 57,9 km².